# Bad Oldesloe
Bad Oldesloe är en stad i Kreis Stormarn i förbundslandet Schleswig-Holstein i norra Tyskland. Den är en förort till Hamburg och har cirka 25 000 invånare. Staden ligger vid motorvägarna A1 och A20.

## Vänorter
Bad Oldesloe har tre vänorter:
- Beer Yaacov i Israel (sedan 1987)
- Olivet, i Frankrike (sedan 1996)
- Kolobrzeg, i Polen (sedan 1996)